# Pontus Kjerrman
Bengt Pontus Kjerrman, född 10 mars 1954 i Göteborg år en svensk-dansk skulptör, målare, grafiker och konstpedagog.   
Han är son till civilekonomen Hans Åke Kjerrman och läraren Ulla Margareta Jansson och från 1990 gift med skulptören Tine Andrea Hecht-Pedersen. Kjerrman studerade för Jan Steen vid Kursverksamhetens Konstskola i Göteborg 1977–1978, för Åke Nordström och Graham Stacy vid Hovedskous Målarskola 1978–1979, skulptur för Willy Ørskov 1979–1984 och stuckatur för Per Thostrup 1981–1884 vid Det Kongelige Danske Kunstakademi i Köpenhamn. Därefter följde studieresor till bland annat Italien, Turkiet, Egypten, Paris, Mexiko och New York. Han inledde sin konstnärskarriär som bildkonstnär men övergick till den skulpturala konsten och arbetade som stuckatör  1981–1984. Han anställdes som lektor i gipsgjutning vid Det Kongelige Danske Kunstakademis skulpturskola 1986. Han medverkade i bland annat Göteborgs konstförenings Decembersalong på Göteborgs konsthall 1977, Kunstnernes Efteraarsudstilling 1981, Skulptur i parken i Kalmar 1983, Skulptur Nu i Århus 1984, Ung Nordisk. Konst på Skeppsholmen i Stockholm 1985, 17 artistes danoises på Foundation Cartier i Paris 1988, Borealis 4 på Louisiana 1989 och Aurora 3 i Helsingfors 1989. Separat ställde han bland annat ut på Galleri 54 i Göteborg 1981, Galleri A-gruppen i Köpenhamn 1985 och på Galler Art Focus 1994. Han är medlem i Kunstnersammenslutningen Corner som årligen genomför utställningar på Sophienholm. Kjerrman har utfört en rad offentliga utsmyckningsuppdrag bland annat en fontän vid Køge station, och dricksvattenreservoar i Køge centrum och en skulpturinstallation vid Frederiksbergcentret. Hans konst består av människor och människoliknande djur oftast utförda i brons. Genom sina studieresor till Turkiet och Egypten bär många av hans skulpturala verk drag från äldre tiders Egyptiska formspråk. Hans bildkonst består av stadsbilder, figurer och landskapsskildringar. Kjerrman är representerad vid bland annat Statens Museum for Kunst, Museum of Modern Art Aalborg, Vejlemuseerne, KØS Museum for kunst i det offentlige rum, Vejen Kunstmuseum och ARoS Aarhus Kunstmuseum.